# Frank Jack Fletcher
Frank Jack Fletcher (29. april 1885 – 25. april 1973) var en amerikansk admiral under første og anden verdenskrig. Han var en af de ledende officerer under slaget om Midway og slaget om Koralhavet. I løbet af karrieren modtog han både en Medal of Honor og et Navy Cross. 
Fletcher blev født i Iowa i 1885 og fik sin militære eksamen fra United States Naval Academy i Annapolis i 1906. I løbet af de næste år gjorde han tjeneste på en række forskellige skibe og steg efterhånden i rang. Han fik sin Medal of Honor i 1914 efter at have deltaget i belejringen af Veracruz i Mexico. Samme år fik han job som assistent for chefen for den atlantiske kommando i den den amerikanske flåde. Under første verdenskrig gjorde han igen tjeneste på diverse skibe og fik også sit Navy Cross. 
I mellemkrigstiden skiftede han mellem forskellige administrative job og diverse poster som Kaptajn og chef for flere kampgrupper. I januar 1942 blev han gjort til chef for en kampgruppe med hangarskibet USS Yorktown i spidsen der skulle opererer i Stillehavet. Som chef for den kampgruppe var han blandt andet den øverste tilstedeværende officer under slaget om Midway og slaget om Koralhavet og ledede blandt andet slaget om Guadalcanal. I 1943 blev han chef for de amerikanske styrker i det nordlige stillehav og hans styrker var med til at besætte Japan efter fredsslutningen. Han trak sig tilbage fra flåden i 1947. Han døde den 25. april 1973 og er begravet på Arlington National Cemetery i Washington D.C..